# Mihael Barla
Mihael Barla (tudi Miháo Barla, Mihal Barla, madž. Barla Mihály), slovenski evangeličanski duhovnik, pisatelj in pesnik na Madžarskem. Pisal je v prekmurščini in madžarščini. * 1778, Murska Sobota, † 4. februar, 1824, Kővágóörs, Madžarska.

## Življenje in delo
Barla je obiskoval ljudsko šolo v Murski Soboti in evangeličanski licej v Šopronu. Leta 1803 je nadaljeval študij v Nemčiji. Od leta 1808 je bil učitelj v evangeličanski šoli v Gjuru. Kasneje je bil upravitelj v madžarsko-latinski šoli v Sárszentlőrincu pri Paksu. Od leta 1810 do leta 1824 je pastiroval v Kővágóörsu (Kövágó-Örske Fare Dühovni Pasztér)  pri Blatnem jezeru. Takrat je bila to Zalska županija, danes je Veszprém.
Leta 1823 je preuredil pesmarico Krszcsanszke peszmene knige, ki ga je sestavil Miháo Bakoš, dekan šomodskih Slovencev. To je eno najpomembnejših Barlovih del.

## Dela
- Köszöntő versek (Zdravici, Sopron, 1901)
- Diktomszke, versuske i molitvene kni'zicze (Sopron, 1820)
- Krscsanszke nôve peszmene knige (Sopron, 1823)
- Az isteni kötél emberek kezében (Gjur, ?)